# San Antonio Spurs 1987-1988
La stagione 1987-88 dei San Antonio Spurs fu la 12ª nella NBA per la franchigia.
I San Antonio Spurs arrivarono quinti nella Midwest Division della Western Conference con un record di 31-51. Nei play-off persero al primo turno con i Los Angeles Lakers (3-0).

## Classifica
| Squadra           | V  | P  | %    | GB |
| ----------------- | -- | -- | ---- | -- |
| Denver Nuggets    | 54 | 28 | 65,9 | -  |
| Dallas Mavericks  | 53 | 29 | 64,6 | 1  |
| Utah Jazz         | 47 | 35 | 57,3 | 7  |
| Houston Rockets   | 46 | 36 | 56,1 | 8  |
| San Antonio Spurs | 31 | 51 | 37,8 | 23 |
| Sacramento Kings  | 24 | 58 | 29,3 | 30 |

## Roster
| N° | Naz.                   | Ruolo | Sportivo          | Anno | Alt. | Peso |
| -- | ---------------------- | ----- | ----------------- | ---- | ---- | ---- |
| 00 | Stati Uniti (bandiera) | G     | Johnny Moore      | 1958 | 185  | 79   |
| 1  | Stati Uniti (bandiera) | G     | Leon Wood         | 1962 | 191  | 84   |
| 3  | Stati Uniti (bandiera) | G     | Nate Blackwell    | 1965 | 193  | 75   |
| 6  | Stati Uniti (bandiera) | A     | Walter Berry      | 1964 | 203  | 98   |
| 9  | Stati Uniti (bandiera) | GA    | Pete Myers        | 1963 | 198  | 82   |
| 10 | Stati Uniti (bandiera) | AC    | David Greenwood   | 1957 | 206  | 101  |
| 15 | Stati Uniti (bandiera) | G     | Ricky Wilson      | 1964 | 191  | 88   |
| 20 | Stati Uniti (bandiera) | G     | Jon Sundvold      | 1961 | 188  | 75   |
| 21 | Stati Uniti (bandiera) | G     | Alvin Robertson   | 1962 | 191  | 84   |
| 23 | Stati Uniti (bandiera) | A     | Charles Davis     | 1958 | 201  | 98   |
| 24 | Stati Uniti (bandiera) | G     | Johnny Dawkins    | 1963 | 188  | 73   |
| 32 | Stati Uniti (bandiera) | GA    | Ed Nealy          | 1960 | 201  | 108  |
| 33 | Stati Uniti (bandiera) | AC    | Cadillac Anderson | 1964 | 208  | 104  |
| 34 | Stati Uniti (bandiera) | A     | Mike Mitchell     | 1956 | 201  | 98   |
| 35 | Islanda (bandiera)     | C     | Pétur Guðmundsson | 1958 | 218  | 118  |
| 40 | Stati Uniti (bandiera) | C     | Kurt Nimphius     | 1958 | 208  | 99   |
| 41 | Stati Uniti (bandiera) | C     | Phil Zevenbergen  | 1964 | 208  | 104  |
| 42 | Stati Uniti (bandiera) | A     | Richard Rellford  | 1964 | 198  | 104  |
| 43 | Stati Uniti (bandiera) | AC    | Frank Brickowski  | 1959 | 206  | 109  |

## Staff tecnico
- Allenatore: Bob Weiss
- Vice-allenatore: Lee Rose